# 冈比亚
甘比亞共和国 通稱甘比亞（英語：The Gambia），是位於西非的國家，陸上被塞内加爾環繞，面积11,295平方公里，是非洲大陆最小的國家。甘比亞河貫通國家中央，流往大西洋。1965年甘比亞脫離英國獨立。甘比亞人口191万（2014年），是世界上最低度開發國家之一。

## 国名
“冈比亚”这个名字来源于曼丁卡语（kambra/kambaa），意思是冈比亚河。根据中央情报局世界概况、美国国务院、泰晤士报世界综合地图集和英国官用地名永久委员会，冈比亚是仅有的两个其官方使用的自立简称应以“the”一词开头的国家之一。于1965年独立后，该国使用冈比亚为国名。1970年宣布成立共和国后，该国的正式名称成为冈比亚共和国。2015年12月，叶海亚·贾梅政府将国名改为冈比亚伊斯兰共和国。2017年1月29日，阿达马·巴罗总统将国名改回冈比亚共和国。

## 历史

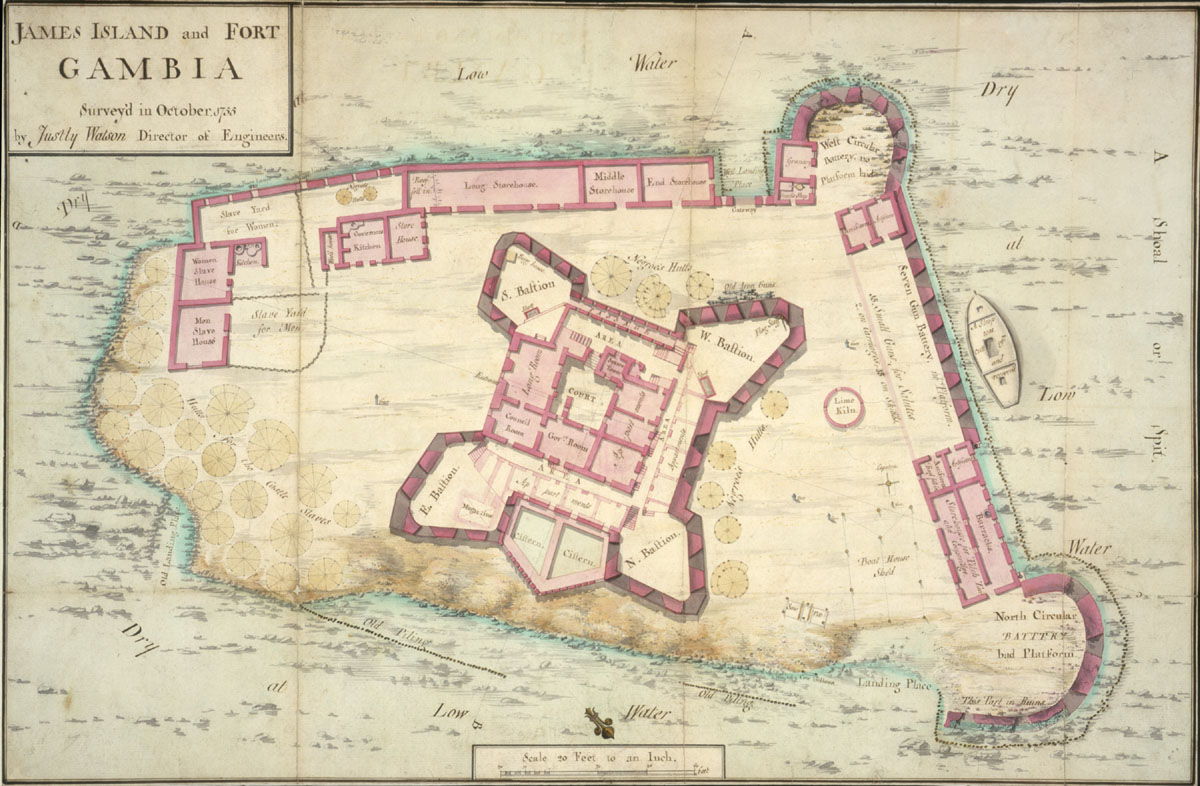
岡比亞堡壘地圖

岡比亞曾是加納帝國和桑海帝國的一部份。最早有關此地區的文字記錄來自9世紀和10世紀的阿拉伯商人。阿拉伯商人建立了跨撒哈拉貿易路線作奴隸、金和象牙貿易。15世紀葡萄牙取海上路線貿易。那時岡比亞是馬里帝國一部份。
1588年葡萄牙稱王者安东尼奥，克拉托之前把岡比亞河貿易特權售予英國商人，從英國女王伊丽莎白一世出的專利准許證可以證明。1618年，英國國王詹姆士一世給予一間英國公司與岡比亞和黃金海岸（今加納）貿易的特許狀。1651年至1661年間，岡比亞由庫爾蘭王子雅各布·克特勒購買，間接成為波兰立陶宛联邦的殖民地。當時庫爾蘭是波兰的采邑。
從17世紀末開始，延續至整個18世紀，英格蘭和法國持續爭奪塞內加爾和岡比亞的政治和商業主導。1783年凡爾賽和約使英國佔有岡比亞，但法國仍保留岡比亞河北岸一小塊內飛地，在1857年讓予英國。
美國作家艾利斯·哈利（《根》）追溯其祖先至1760年代岡比亞河Juffure村的曼丁哥族。
在三個世紀的跨大西洋奴隸貿易中，多達3百萬奴隸被帶離此地區。1807年大英帝國廢奴隸貿易，英國嘗試制止岡比亞的奴隸販運但不成功。1816年英國設駐軍於巴瑟斯特（今班珠尔）。此後班珠尔受英國的塞拉利昂總督治理。1888年，分離岡比亞成獨立殖民地，1889年成為直轄殖民地。但英国在冈比亚的商业税收远远赶不上行政开销，英国议会几次建议缩小殖民地规模或将其完全抛弃，只是由于英国皇家海军西非分舰队需要在几内亚湾建立海军据点禁止奴隶贸易，英国才最终保留这里。

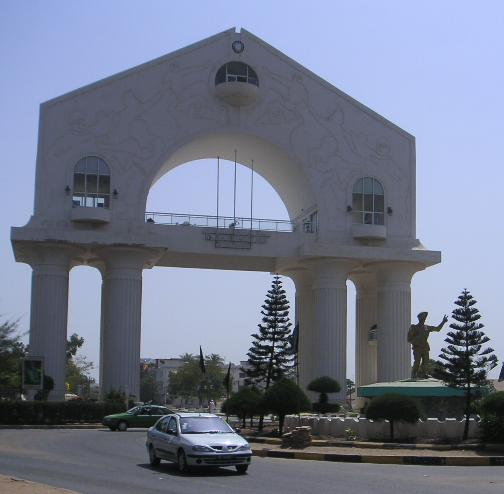
紀念1994年政變的拱門22

第二次世界大戰後，政制改革加快。1962年普選後，1963年獲許成立完整的內部自治政府。1965年2月18日岡比亞獲得獨立，成為英联邦內的君主立憲制國家。1970年4月24日岡比亞公民投票後建立共和國。
在1994年軍事政變前，岡比亞是由總統達烏達·凱拉巴·賈瓦拉（Sir Dawda Kairaba Jawara）管治，他獲選舉連任5次。贾瓦拉時代的相對穩定局勢首先被1981年失敗武裝政變破壞。
發生圖謀政變後，塞內加爾和岡比亞簽訂1982年同盟國條約。所產生的塞內冈比亞目標為對付兩國武裝力量和統一兩國經濟和貨幣。1989年岡比亞從邦聯退出。
1994年7月，武装力量临时执政委员会（The Armed Forces Provisional Ruling Council, AFPRC）在軍事政變奪權，推翻賈瓦拉的政府，其主席叶海亚·贾梅中尉（Yahya A.J.J. Jammeh）成為國家元首。AFPRC公佈回復到民主平民政府的過渡方案。1996年臨時選舉委員會（The Provisional Independent Electoral Commission, PIEC）成立，負責舉行國家選舉，1997年轉為獨立選舉委員會（The Independent Electoral Commission, IEC），負責登記選民、舉行選舉和公民投票，2001年末和2002年初，岡比亞完成了完整的總統、眾議院和地區選舉過程，外國觀察員對此評為自由、公平和透明，縱使仍有不足。獲連任的總統叶海亚·贾梅2001年12月21日再次宣誓就職。愛國調整與建設聯盟（The Alliance for Patriotic Re-Orientation and Construction, APRC）在國會仍保有多數派強勢，特別因主要反對派联合民主党（The United Democratic Party, UDP）杯葛眾議院選舉。
2006年9月22日，叶海亚·贾梅再次当选为总统。2013年，10日2日宣布退出英联邦，11月14日與中華民國斷交。2015年12月11日，總統認為國內多數人口信奉伊斯蘭教及與殖民地歷史劃清界線故更改國名「甘比亞伊斯蘭共和國」，但反對派認為此舉違反憲法。
2016年12月，賈梅在總統選舉敗於阿達馬·巴羅，賈梅其後拒絕承認選舉結果而引發憲政危機，最終在國際壓力下賈梅流亡至赤道畿內亞。2017年1月，新任總統阿達馬·巴羅將國名改回「甘比亞共和国」。

## 地理
冈比亚位于非洲大陆西部，全境为冈比亚河谷狭长平原，地势低平，海拔40～50米，东西狭长，其东、南、北三面与塞内加尔共和国领土接壤。冈比亚河横贯东西，注入大西洋。当地属热带气候，水网密布，多季节性泛滥沼泽，小汽船终年可沿冈比亚河上溯至国境东部，雨季吃水5.79米以下海轮可上溯240公里达昆陶尔。

## 行政区划
岡比亞分为1個直辖市和5個區，区下辖县，第二级行政区划共有37个县，村为基层单位。冈比亚最大的城市是萨拉昆达（Serekunda）。
- 班珠尔市（Banjul），冈比亚的首都，是一座坐落于西非之角的海港城市。
- 西部区，首府布里卡馬（Brikama），下分9縣，面積1,764平方公里，2010年人口529,280。
- 下河区，首府曼薩孔科（Mansa Konko），下分6縣，面積1,618平方公里，2010年人口75,139。
- 中河区，首府詹詹布雷（Janjanbureh），下分10縣，面積2,895平方公里，2010年人口201,378。
- 上河区，首府巴塞聖蘇（Basse Santa Su），下分4縣，面積2,070平方公里，2010年人口198,773。
- 北岸区，首府凱雷萬（Kerewan），下分6縣，面積2,256平方公里，2010年人口180,170。

## 经济
冈比亚资源贫乏经济较落后。主要以旅游业为主，其次为转口贸易和农业，仅有少量的工业零星分布在塞尔昆达市至班珠市的公路两侧。旅游业是本国的支柱产业，但随着近年来周围国家的关税不断降低，冈比亚本国关税不断提高已失去了低税港的优势，货物转运量严重萎缩。农业主要以种植花生、水稻和玉米为主。土地利用率很低，大片土地空闲荒芜，有限的耕地也仅在雨季种植，粮食不能自给自足，主要依靠进口。

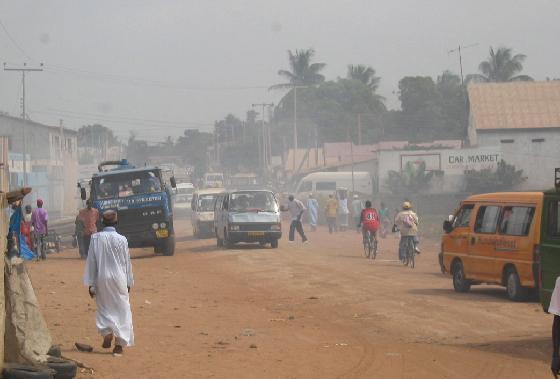
首都街頭
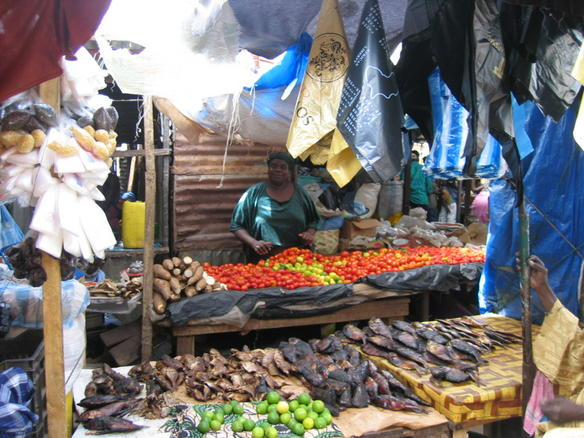
甘比亞市場一景
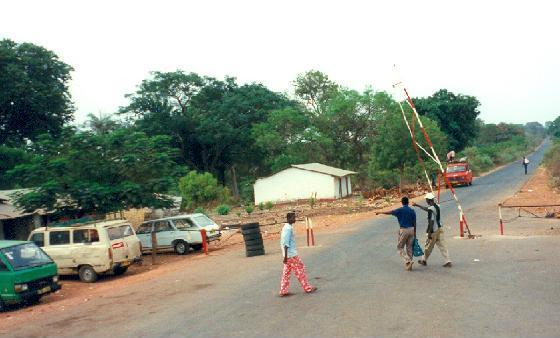
下河區農村
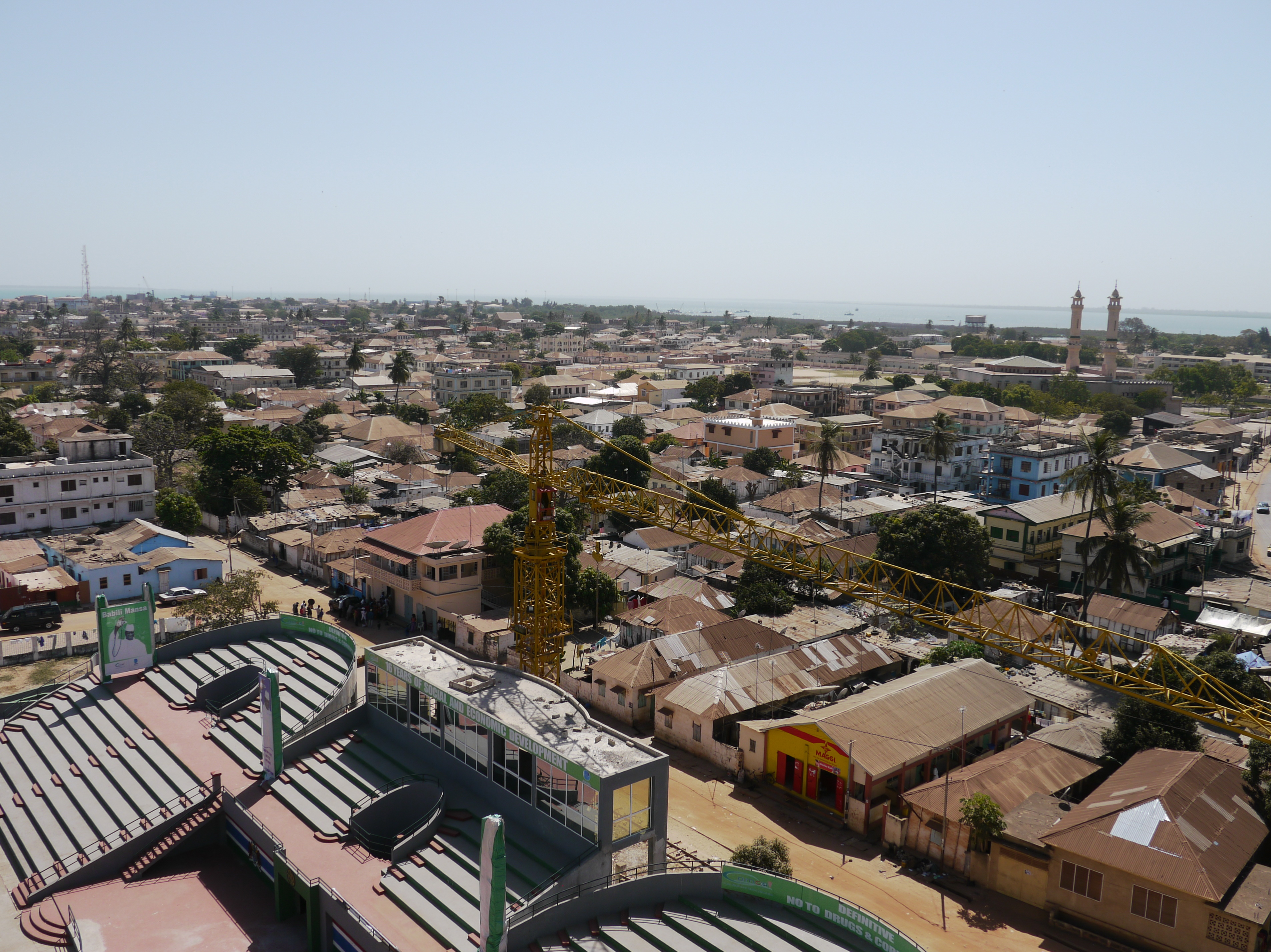
首都體育場
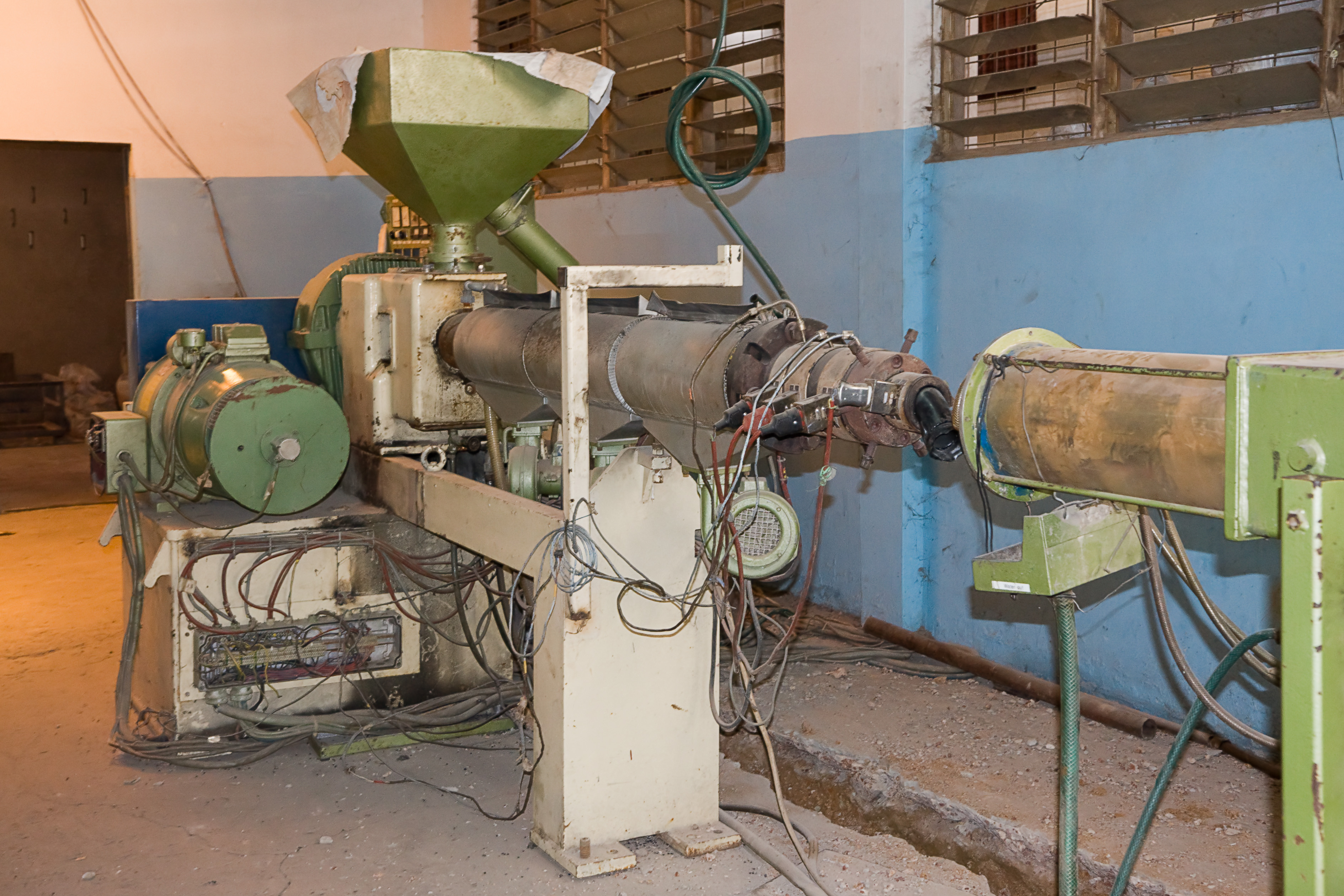
水管製造業
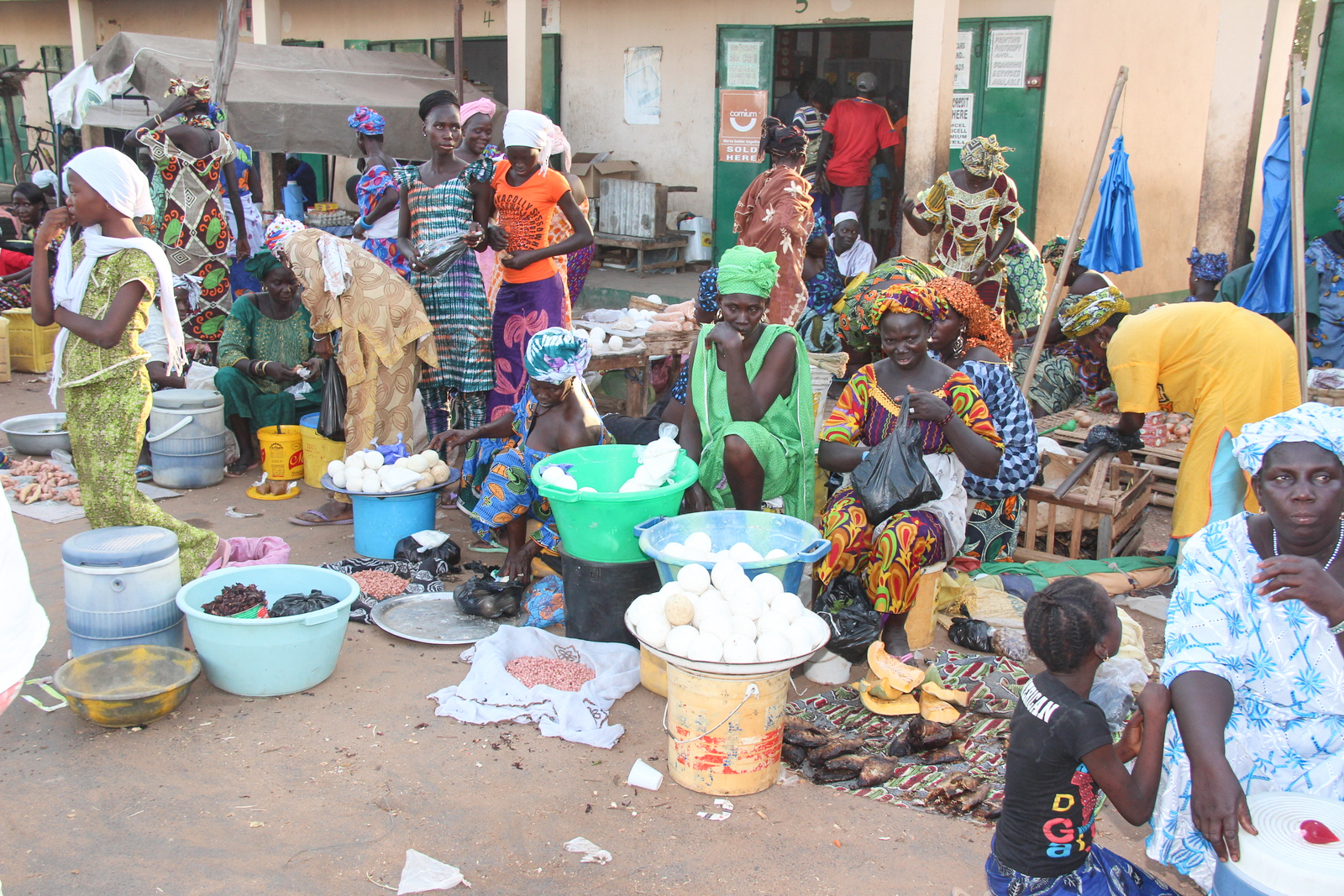
曼薩孔科水果商場

## 外交
截至2020年1月，冈比亚已同125个国家建立了外交关系，冈比亚為聯合國、世界贸易组织、伊斯兰合作组织、西非国家經濟共同體、非洲聯盟等國際組織的成員。甘比亞各項發展計畫常獲多國及國際組織資助。於1997年10月主辦「西非乾旱控制委員會」元首會議。2006年7月2日接任非洲联盟委员会輪值主席，並於班珠尔舉辦第七屆非洲聯盟高峰會議。
甘比亞與塞內加爾在經濟上有相互依賴關係。1982年2月，两国通过协议正式结成塞内冈比亚邦联。1989年9月，邦联解体。1991年5月，冈塞重签友好合作条约。2005年，因边境税收问题，两国关系一度紧张。2014年底冈发生未遂政变以来，冈方公开对塞收留冈反对派表达不满，两国关系再度紧张，直至2021年实现缓和。
冈比亞與美國、英國及歐盟在人權議題上有分歧。
- 冈比亚于1965年独立后立即加入英联邦。2011年贾梅指责英国支持冈比亚反对派欲取代其总统权位，而英则批评贾梅政府剥夺冈比亚选民自由选举权，两国关系趋冷。2013年10月2日，冈比亚宣布退出英联邦。2014年3月賈梅指责“英國殖民以來劫掠甘比亞資源並販賣黑奴，所以英國政府在世界上無任何立場談論人權”。2018年，巴罗掌权冈比亚后，该国重返英联邦，冈英关系恢复。
- 1965年2月19日，冈比亚与美国建交。2002年3月，美宣布解除自1994年起对冈比亚实施的双边援助限制。同月，美国务院年度人权报告再次抨击冈比亚政府侵犯人权，要求贾梅政府恢复民主和法制。2006年6月，美以人权问题为由中止“千年挑战帐户”向冈比亚拨付援款。2014年12月，美取消冈比亚的“非洲增长与机遇法案”受益国资格。

冈比亚与中华人民共和国在1974年12月14日建交。1995年7月13日，冈比亚政府和中華民國恢复外交关系，7月25日，中华人民共和国宣布中止同冈比亚的外交关系。2013年11月15日，冈比亚宣布同中華民國断绝外交关系，立即生效。2016年3月17日，中华人民共和国宣布和冈比亚全面恢复大使级外交关系，外交部长王毅和冈比亚外交部长盖伊举行双边会谈，并代表各自政府签署了《中华人民共和国和冈比亚伊斯兰共和国关于恢复外交关系的联合公报》。

## 人口

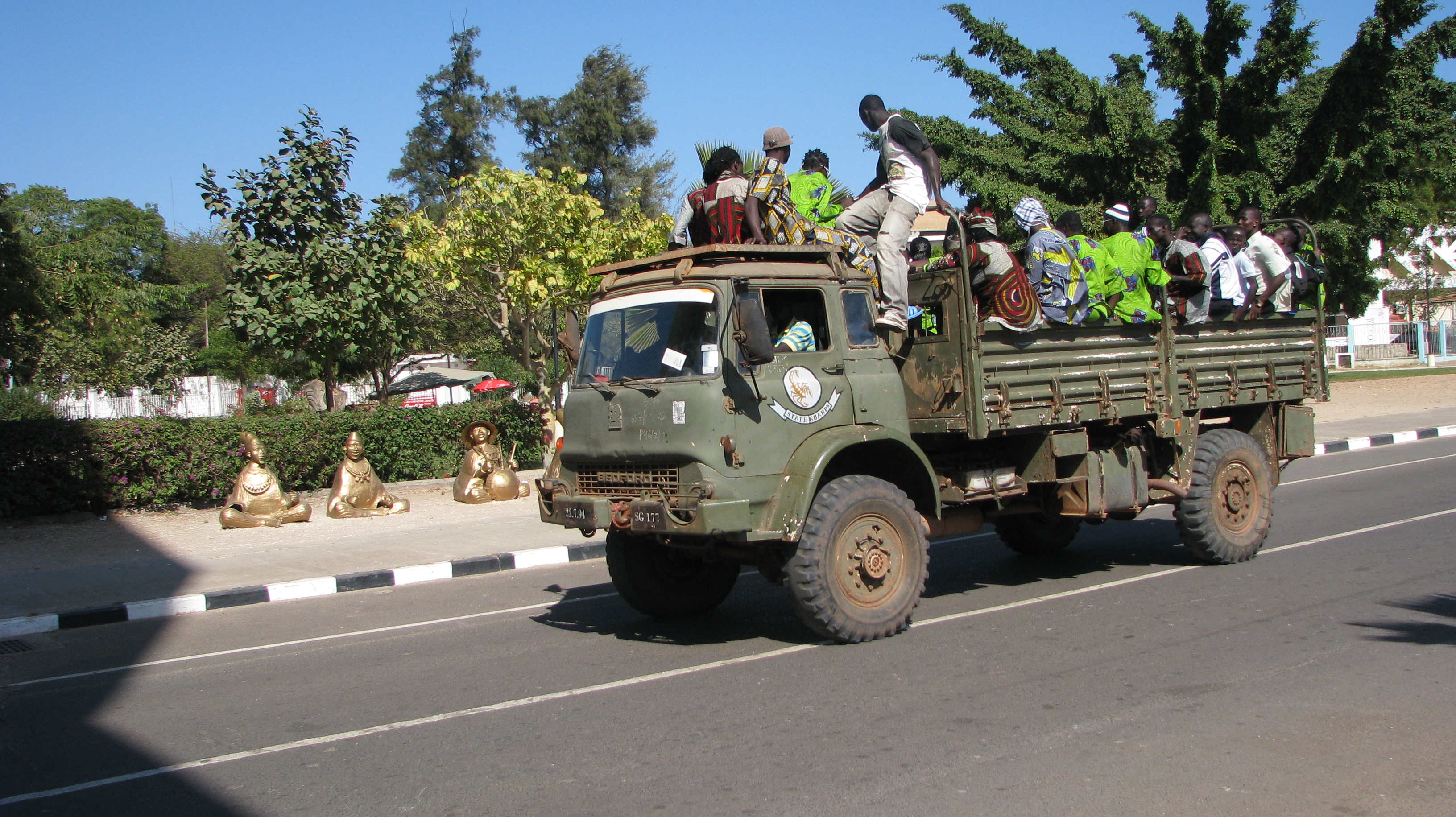
國慶日的軍用卡車出動搭載群眾

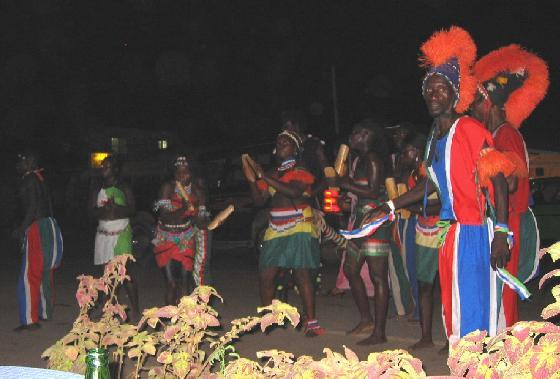
正在唱歌跳舞的甘比亞人

冈比亚人口191万（2014年）。主要民族有：曼丁哥族（占人口的42％）、富拉族（又称颇尔族,占16％）、沃洛夫族（占16％）、朱拉族（占10％）和塞拉胡里族（占9％）。約有数千白种人住在岡比亞，包括歐洲人和黎巴嫩人。官方语言为英语，民族语言有曼丁哥语、沃洛夫语、富拉语（又称颇尔语）和塞拉胡里语等。居民90％信奉伊斯兰教，其余信奉基督教新教、天主教和拜物教。
岡比亞族群之间较少衝突。每個族群持自己的語言和習俗。英语是冈比亚官方语言。由于冈比亚95%的人口为穆斯林，岡比亞加入了伊斯兰会议組織。其余人口基本为基督徒。岡比亞人对這兩個宗教的節日，採取宗教包容。
多於63%岡比亞人住在鄉村（1993年人口普查），但越來越多年輕人前往首都尋找工作和教育。2003年人口普查的初步數據顯示，因更多地方被劃為市區，市區和鄉村人口的差距縮窄。城市移徙、建設計劃和現代化令更多岡比亞人接觸西方習慣和價值觀，不過傳統著重大家庭，民族服飾和慶典都是日常生活的要素。

## 外部連結
- （英文）甘比亞總統府 （页面存档备份，存于）
- 《世界概况》上有关The Gambia的条目
- 中的“冈比亚”
- 维基导游上有關冈比亚的旅行指南
- OpenStreetMap上有關冈比亚的地理
- 維基媒體的冈比亚地圖集  （英文）